# Roberta Brunello
Roberta Brunello (Iseo, 18 marzo 1991) è una scacchista italiana.
Dopo aver vinto numerosi campionati italiani di categoria giovanile, nel 2006 ha vinto a Bratto, all'età di 15 anni, il 33º Campionato italiano femminile.
Ha il titolo di Candidato Maestro. In ottobre 2012 ha 1973 punti Elo. Raggiunse il massimo rating FIDE nel 2010, con 2066 punti Elo. 
È sorella del grande maestro Sabino Brunello e di Marina Brunello, campionessa italiana nel 2008 e 2018.